# Glypta cockerelli
Glypta cockerelli är en stekelart som beskrevs av Dasch 1988. Glypta cockerelli ingår i släktet Glypta och familjen brokparasitsteklar. Inga underarter finns listade i Catalogue of Life.